# 営団500形電車
営団500形電車（えいだん500がたでんしゃ）は、1957年（昭和32年）から1996年（平成8年）まで帝都高速度交通営団（現・東京地下鉄）丸ノ内線に在籍していた通勤形電車。
本項では同線に在籍した営団300形電車・営団400形電車・営団900形電車についても記述する。

## 概要
1954年（昭和29年）の丸ノ内線池袋 - 御茶ノ水間開業に際して300形が登場し、その後延伸開業に合わせ改良を加えた400形・500形・900形が増備され、最盛期には全形式合計で320両が運用され、丸ノ内線の「赤い電車」として親しまれた。日本では京阪電気鉄道1800形、東武鉄道モハ5720形、東京都交通局（都電）5500形、大阪市電3000形に続く5番目のカルダン駆動車であった。
両開きドア、WNドライブを組み合わせた駆動システム、電磁直通ブレーキなど、その後スタンダードとなる機軸を本格的に採用し、外観でも従来の鉄道車両に見られなかった斬新なカラーリングが話題を呼び、日本の鉄道における高性能車の基礎を築いた。

## 300形

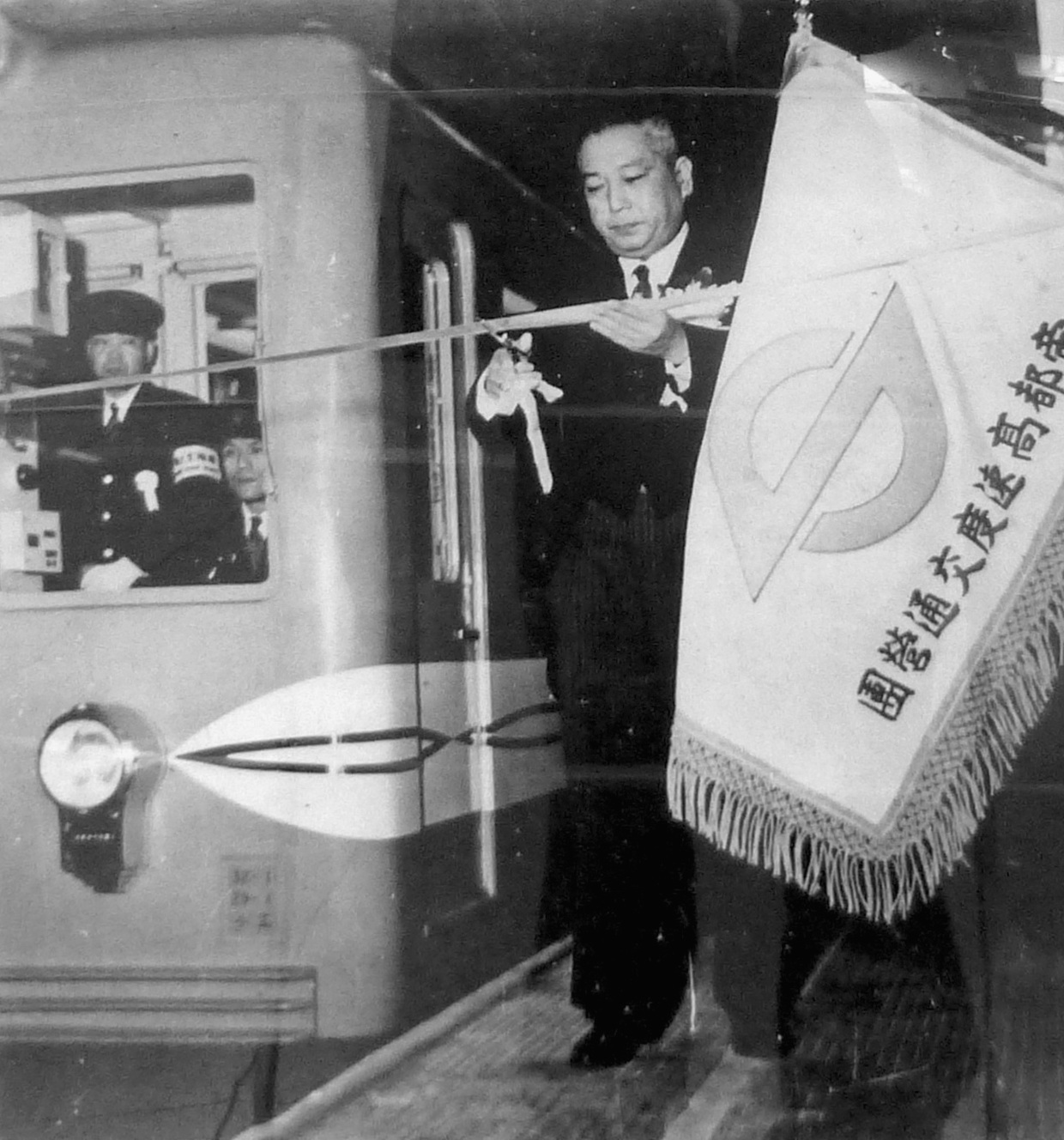
1954年（丸ノ内線開通当時）の300形

1953年（昭和28年）に落成した両運転台構造車。車両長18mの車体に片側3つの両開き式の客用扉を持ち、ドア間に5枚（内戸袋窓2枚）、車端部に2枚（乗務員室扉の無い箇所は3枚、いずれも内戸袋窓1枚）の天地が大きめ（開閉窓で1m）の窓が配される。幅は2,800mmで、銀座線の車両と比べ一回り大きくなっている。
汽車製造、日本車輌製造、近畿車輛、川崎車輛で一挙に製造された。1両あたりの製造価格は、約3,014万円である。

### 開発の経緯
開発にあたっては、外観デザインや細部の意匠、スポッティング機構を備え加速時の衝動の少ないシーケンスドラム（順路開閉器）によるABS単位スイッチ式多段制御器、低電圧高定格回転数仕様で軽量のモーターと軌道破壊の少ないWNドライブを組み合わせた駆動システム、ブレーキハンドルの回転角に応じたブレーキ力が得られるセルフラップ式ブレーキ操作弁の採用で操作を容易化し、さらに締切電磁弁（Lock Out Valve：LOV）などの補助機構を併用することで電気制動との同期・連係動作をスムーズに実現可能とするSMEE電磁直通ブレーキシステムなど、主要機器の原型をアメリカ・ニューヨーク市地下鉄に求めた。
ニューヨーク市地下鉄では両開き扉などの当時日本では珍しかった装備を持つBMT STANDARDと称する一群を、1914年以降これを進化させた市営合併後の標準車R1-R9の各形式を1930年以降に量産していた。これらは長大な編成での運転に対応するためにUブレーキを採用するなど先進的な機構を備え、さらに1948年製のR12形以降はウエスティングハウス・エレクトリック社 (WH) 開発によるWNドライブ、ABS制御器、それにSMEEブレーキを備えた前世代とは一線を画する高性能車となった。このグループはその後、特にIRTと呼ばれる規格の小さい区間における保有車の大半を占める程の大量生産が行われ、後年ブレーキ名に由来するSMEEという名称が同市高性能車の代名詞となっていた。
300形は、これら戦前から戦後にかけてニューヨーク市で設計された各形式の利点を総合的に取捨選択の上で取り入れ、車体デザインは複数形式を参考に、あらゆる角度から日本的に馴染むよう適宜アレンジを加え、一方電機品やブレーキなどは基本的にWH社の高性能車システムを、三菱電機にライセンス契約を結ばせた上で製造させて採用する方針となった。
そこで営団では、ライセンス契約の締結後、1953年にWH社から本方式の電機品一式をサンプルとして1セット輸入した。第二次世界大戦の期間を挟んで文献資料を通じていくばくかのアメリカ電気鉄道技術の情報は日本側に伝わっていたが、輸入され梱包を解かれたそれらの機器類を初めて実見した際、日本の技術者達はどの機器が何のために使われるものなのかさえ見当がつかないほど隔絶した、それらの機器のあまりに先進的な機構に大きな衝撃を受けたという。
その後、技術者たちはWH社側との質疑応答とそれらサンプルの徹底的な分析を通じて、新しい機構に対する理解を進めた。そして1953年中にはWH社純正のサンプル品と同等の動作を期待できる機器の試作品が完成した。そこで営団は1400形2両を新造してそれらのデッドコピー品を取り付け、銀座線で試験運転を開始した。
この試験は初期トラブルはあったもののおおむね成功を収め、本形式の実用化に大きく寄与した。なお、試験終了後、試作機器を取り外された1400形は営業運転に投入するにあたり銀座線他形式と同様の吊り掛け式駆動・ABF制御・M三動弁によるM自動空気ブレーキによる在来方式の機器を新製の上で搭載しており、外された主要機器は後に本形式の309・310に転用された。
以上のような経緯で、本形式の電装品はすべて三菱電機で製造された。全形式併結可能な同一性能が求められたことから、以後900形に至るまで電装品は同じものを踏襲している。走行性能は起動加速度3.2km/h/s（最大加速度は 6.5 km/h/s）、常用減速度4.0km/h/s（最大減速度は 7.0 km/h/s）、営業最高速度65km/hとされている。運転台のマスコンハンドルは跳ね上げデッドマン式で、これは以後東西線用の5000系まで受け継がれている。

### 概説
主電動機は三菱電機MB-1447-A/B/C（出力75kW、1時間定格回転数1,200rpm、端子電圧300V、電流280A、最弱め界磁率50%、質量800kg、最高許容回転数4,000rpm、最大許容過電圧750V）であり、連続定格回転数は1,250rpm（端子電圧300V、電流250A時）である。設計当時の日本の高速電気鉄道において一般的な吊り掛け式電動機では、1時間定格回転数が800 - 1000rpmが主流であり、また丸ノ内線と同じ第三軌条方式600V電圧の銀座線の既存車（1両2個モーター車）は端子電圧が給電レールと同じ600Vだった。本形式設計に当たり輸入されたWH社による無装架駆動を前提とした低電圧高速回転仕様の電動機は、その軽量さや整流子部の設計、電動機を発電機としてブレーキ力に変換する発電ブレーキへの最適化、それに誘導分路方式により50%の弱め界磁率を可能とする機構などを含め、三菱電機のみならず当時の日本の電鉄技術者たちに大きな衝撃を与えた。
なお、駆動装置は前述の通りWNドライブで、高速回転仕様の電動機で低い定格速度（高加速度）を実現するため、歯車比は123:17 (7.235) と吊り掛け駆動車と比較してかなり大きく設定されている。
主制御器の制御段数は力行が直列8段、並列5段、弱め界磁5段、発電制動が18段で、乗客数に応じて加減速性能を自動調整する応荷重装置（可変荷重機構）とスポッティング機構を備える。本形式以後に日本の各社が開発した高性能車と比較した場合、一見制御段数が少なく思えるが、定格速度が26km/hと非常に低いため、これでも加減速は滑らかであった。
銀座線在来車と異なり、フライホイールの付いた補助電源装置（電動発電機）を搭載し、セクションでの瞬間停電はなくなった。ただし車内の非常灯は点灯し、照度も多少落ちる（後継の02系では非常灯点灯はしなくなったものの、セクション通過時での照度低下は問題のないレベルになったとはいえ、それ自体は本形式同様に変わらなかったが、さらにその後継の2000系でようやくセクション通過時の室内灯照度低下が無くなった）。

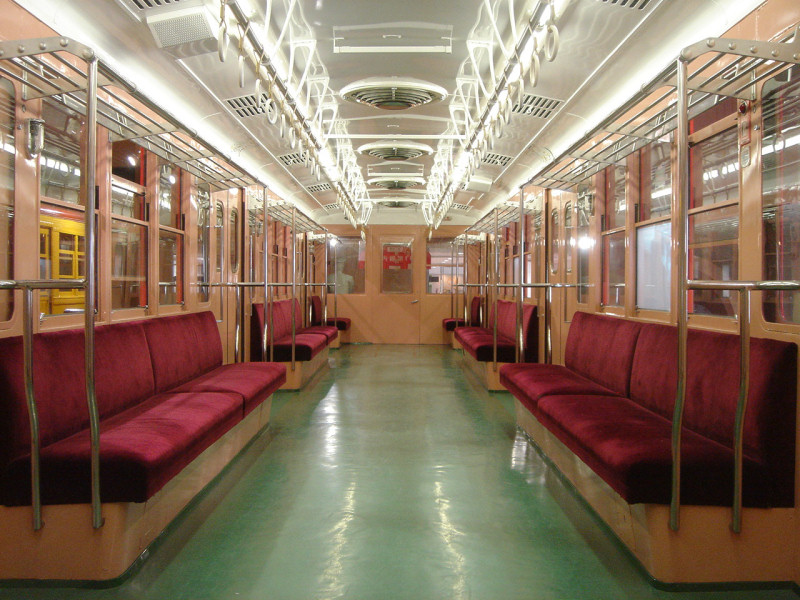
車内（300形301）
（地下鉄博物館保存車）

車体は不燃化のため全金属製とされ、全体的に丸みが持たせられた。市営化前のものを除けば無骨な折り妻ばかりで、鋼製車は最後まで一部リベット組み立ての残ったニューヨーク市に比べ、前面の意匠を始め、車体の造作はより繊細な仕上がりで、リベットなどはなく全溶接組み立てである。
前面は窓3枚で、中央に貫通扉があるという、当時としてはオーソドックスな形状であった。しかし、前照灯と尾灯をセットにして窓下に2セット設置した点、中央上部に設けられた行先表示器の両側に方向標識灯や側面中央付近に一見して方向幕風の方向指示灯（固定式。片サイドは「←池袋 お茶の水→」、もう片サイドには「←お茶の水 池袋→」と表示。このうち「お茶の水」の部分は路線延長の都度「淡路町」「東京」「西銀座」「霞ケ関」「新宿」と交換した後、荻窪線開通直前に撤去）を備える点、下部にアンチクライマーが取り付けられた点は外観上の大きな特徴である。方向標識灯は行き先(方面)を示すもので、御茶ノ水・淡路町・東京・西銀座・霞ヶ関・新宿方面行きはほうじ茶をイメージした茶色に、池袋・茗荷谷・後楽園方面行きは池の水をイメージした水色に点灯するユニークなものであった。ただしその後の路線延長で意味をなさなくなったため、早々に点灯は廃止され、また路線延長の都度交換が必要であり、しかも途中駅折り返し列車や分岐する列車には対応できなかった側面の方向指示器は荻窪線開通目前の1960 - 1961年頃に廃止され埋められた（使用停止当初は側面方向指示器を車体色と同じ色の板で埋めたが、後の工場入場時に完全に埋めた）。
車内の化粧板の色はサーモンピンクを採用した。日本の鉄道車両で車内の化粧板を桃色系としたのは少数派で、この当時では他の事業者でも京阪特急の車両程度しか採用例はなかった。
本形式では換気・送風装置としてファンデリアが採用された。これに伴い通常の屋根の上にこの機能を格納する薄い風洞部が別途載せられた二重屋根構造となっている。400形以降では通常の屋根に風洞が内蔵されるようになって形状が大きく変化したため、この二重屋根は外観上、本形式を識別するポイントとなっている。なお、冷暖房装置は設置されなかった。
塗装は、当時の鈴木清秀総裁と東義胤運転部・車両部分掌理事が丸ノ内線の建設に先立って世界各国を視察した際に、飛行機の中で購入したイギリス製タバコの「ベンソン&ヘッジス」の缶の色に魅せられて決めたもので、「スカーレットメジアム」と呼ばれる赤地に白帯塗装、さらに白帯にステンレスのサインカーブ状の曲線を配していた。当時の鉄道車両は地味な塗装が多かっただけあって、斬新なものとして注目された。このサインカーブは後年02系の改修工事車や2000系にも引き継がれている。
台車は当時の新型台車の一つである住友金属工業製のFS301が採用された。

### 運用
当初は2両編成または3両編成程度で使用されたが、6両化される頃には中間に連結され、先頭に出ることはなくなった。そのため、行先表示器が埋め込まれたり、前面貫通扉が撤去されたりした車両も存在した。また、後年になって軸重過大などの理由から台車が住友金属工業FS349に換装され、さらに後年の更新時にリコ式吊り手が一般仕様のつり革に、戸袋部分しかなかった荷棚が側窓全体上に、側面客用ドアが窓ガラス面積の小さいものに、簡易型貫通板から通常の貫通幌にそれぞれ交換された。
301 - 330の計30両が在籍したが、02系の増備に伴い本線からは1995年（平成7年）2月28日に営業運転を終了した。また、分岐線（方南町支線）からも1996年（平成8年）7月に唯一残存していた中間改造車304号車をもって営業運転を終了し、形式消滅となった。
廃車後、301号は台車を原型であるFS301に戻され、一度中野工場で公道から見える位置に展示された後、2002年11月21日に地下鉄博物館に陸送、2003年6月のリニューアルオープン時から1000形1001号車と並べて展示されている。ただし、1001号車のような原型復元は行われず、床下機器塗色は黒に戻されたが、客用ドアはステンレス製小窓（ただし室内壁面と同一色が塗装されている）で、前面は幌枠付き、つり革はリコ式ではなく現行のものであるなど、最末期の形態のままとなっている。これ以外では319号が民間（千葉県のゴルフ場）に売却されている。

### 中間改造車
前述の通り、中間車専用として使用されるようになっていたため、定員数の増加を狙い、1982年に状態が良い12両が完全な中間車に改造された。改造内容は運転台の撤去、乗務員室扉および前面器具の撤去・整備（撤去後に座席設置）、戸袋窓の埋め込み、内装の更新、屋根整備などで、400形消滅後も運用を続けた。車両番号は以下の通り。
- 303・304・306・310 - 312・315・316・324・325・328・329

## 400形

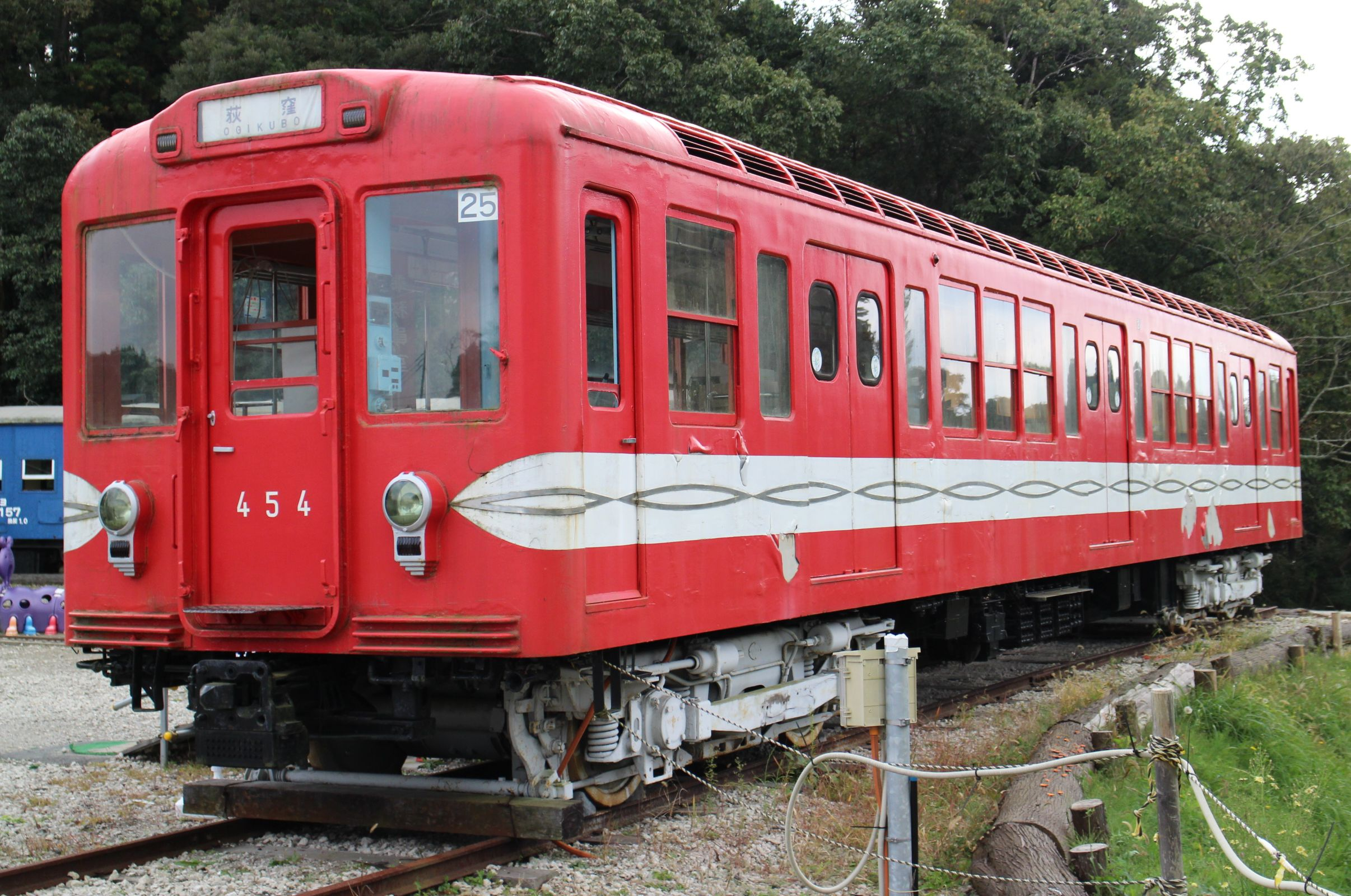
ポッポの丘にて保存される454

### 概説
1956年（昭和31年）に300形の増備車として登場した。製造メーカーは300形の4社に東急車輛製造が加わった。換気ダクトをモニタ（二重）屋根方式からシングルルーフ構造の屋根肩部への設置に変更したため、外観が異なっている。38両が製造されたが、車両番号は431 - 468と当時の銀座線車両での慣例を丸ノ内線でも適用し、下2桁が300形の続番とされている。
- 御茶ノ水 - 淡路町間開業用[10]6両・431 - 436号（1次車・1956年製）[10]
- 淡路町 - 東京間開業用20両・437 - 456号（1次車・1956年製）[11]
- 1957年（昭和32年）4月ダイヤ改正輸送力増強用12両・457 - 468号（2次車・1957年製）[11]

1両あたりの製造価格は、300形よりも10%ほど安い約2,695万円である。
本形式は300形と比べて大幅な軽量化が図られ（自重40t→35t）、台車はフランス・アルストム系の設計をベースにした住友金属工業製リンク式FS309、川崎車輛製軸梁式のOK-16、スイス・シュリーレン系の近畿車輛製円筒案内式KD21と多彩であった。とりわけ、FS309に用いられたアルストム系のリンク式軸箱支持装置を持つ台車は、その後丸ノ内線のみならず、銀座線、日比谷線用としても製造され長く使用された。ただし、同系のアルストム台車を大量導入した小田急電鉄や名古屋鉄道などで採用されたものは軸バネがコイルバネ1本で軸箱直上に位置しているのに対し、営団のものはコイルバネ2本で、軸箱から張り出した先に取り付けられている。
輸入されたWH社製電装品は444に転用されたが、後年国産品に交換され、制御器や主電動機など一部は中野富士見町の研修所にて教材用として活用された。
その後の経緯は300形に準じるが、中間改造車は1両もなく1991年（平成3年）までに全車が廃車された。廃車後、453は車両燃焼実験（実質的な解体）に使用された。
また、437・440・444・451・454・456・459・461・464の9両を民間へ売却した。444・451・456・459は後に解体されており、2020年現在で西武池袋線仏子駅付近の幼稚園にある440、千葉県いすみ市の「ポッポの丘」にある454が現存する。437・461・464は個人に売却されたが消息は不明である。

## 500形

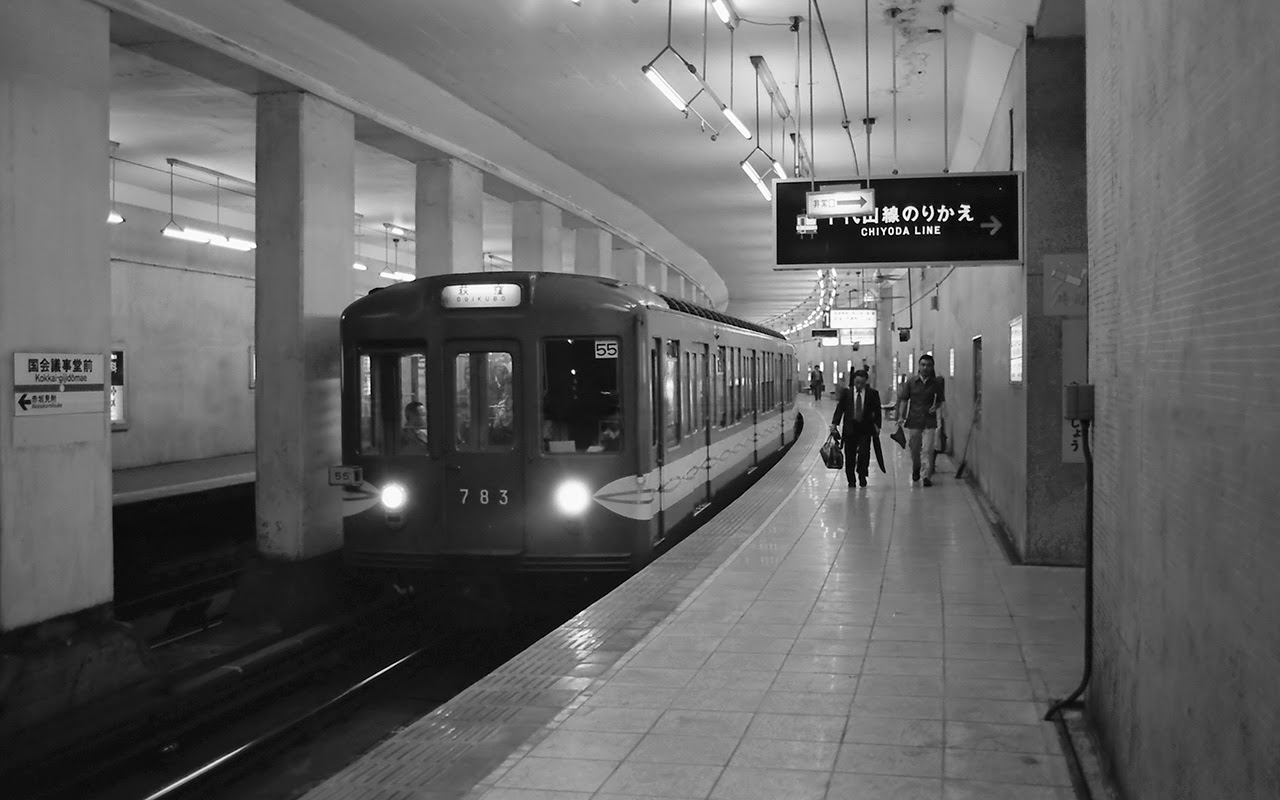
現役時代の783号車
（1977年6月 国会議事堂前駅）

### 概説
1957年（昭和32年）に400形の増備車として登場した。本形式では400形の5社に日立製作所と帝國車輛工業が製造に加わった。すでに単行運転に対応させる必要がなくなっていたため、それまでの両運転台構造をやめて片運転台構造となり、運転台がない側は切妻構造とされ、側面は乗務員扉に代わって2段窓が2枚並ぶ。登場時は、貫通扉は非常用通路とされ、渡り板と簡易な保護装置があるだけで貫通幌はなかったが、後年には貫通幌が整備されている。
奇数車が荻窪向き、偶数車が池袋向きとされ、両者は機器の装備位置が左右対称である。車両番号はやはり下2桁が400形の続番になっているため、第1号車は569号であった。1964年（昭和39年）までの7年間にわたって234両製造され、車両番号は最終的に802番に達したが、通常は区別なく500形と呼ばれる。
- 東京 - 西銀座間（現・銀座駅）開業用10両・569 - 578号（1次車・1957年製）[14]
- 西銀座 - 霞ケ関用：579 - 597号（2次車・1958年製）
- 1959年（昭和34年）
  - 3月霞ケ関 - 新宿間開業用：598- 638号（2次車）
  - 4月21日輸送力増強用：628 - 640号[15]
  - 7月16日輸送力増強用：641 - 644号[15]
- 1960年（昭和35年）
  - 4月4日輸送力増強用：645 - 654号[15]
  - 11月28日輸送力増強用：655 - 658・665 - 672・677 - 680・689 - 692号[15]
- 1961年（昭和36年）
  - 2月新宿 - 新中野・中野坂上 - 中野富士見町間開業用：659 - 664・673 - 676・681 - 688・693 - 710号[15]
  - 4月28日輸送力増強用：711 - 720号[15]
  - 11月新中野 - 南阿佐ヶ谷間開業用：721 - 730号[15]
- 1962年（昭和37年）
  - 1月南阿佐ヶ谷 - 荻窪間開業用：731 - 756号[15]
  - 11月1日輸送力増強用：757 - 776号[15]
- 1963年（昭和38年）11月1日輸送力増強用：777 - 796号[15]
- 1964年（昭和39年）9月東高円寺駅開業用：797 - 802号[15]

増備期間が長かったため、途中で各部に変更が見られる。645号以降は、300形以来続けていた行先表示器左右の標識灯と側面の方向指示灯がなくなり、前面の変化が見られる。
また増備途中の1963年頃より、行先表示幕が初代の白地黒文字より白地青文字の英文入りの2代目の幕となったが、これは以前に落成された車両についても交換された。1983年頃には常時先頭に出る先頭車についてのみ、黒地白文字で英文が省略された3代目の方向幕に再度交換されている（この時、中間封じ込めになった先頭車は交換対象外となった）。

### 運用
当初から569 - 570のように奇数車と数字が1大きい偶数車で電動車ユニットを組んでおり、6両固定編成化後は基本的に500形ユニットを3本または500形ユニットの間に300形・400形・900形のいずれかの形式を挟んだものを2本組成して運用された。また、当時は予備車のなかった分岐線車両の代走にも使用されることがあり、この場合は分岐線を2両編成で運転された。
801-802のユニットは予備車として扱われ、他車の工場入場時に代役として編成に連結されたり分岐線車両の代走で運用されることもあったものの、車庫内に留置されていることの方が多かった。
以下は例外的な編成の一例である。
- 649+711+775 - 650+772+776（+は運転台との連結部）
- このように、ユニットが1 - 4・2 - 5・3 - 6号車で組まれる場合もあった。

その後、先頭に出る車両は運転台の機器増加に伴い、乗務員室助士席部の折り畳み機構が廃止された。中間に入った車両では貫通幌の取り付けと運転台撤去が施工されたが、300形と違い撤去部への座席設置はされず、未施工車も存在した。
固定編成化後、先頭車は主に600番台以降の車両のみとされ、500番台車は大半が中間に連結された。801ユニットは前面に幌を取り付け、編成の任意の位置に組成できるようになっていた。
末期になると、営業運転を離脱していく300形未更新車から500形初期車までの欠車を補うため、後期形車両の間で盛んに編成替えが行われ、上に示した法則も崩れた。一例として、最後まで残り、1995年2月の池袋 - 荻窪間のさよなら運転に使用された編成を以下に示す。
- 637 - 304 - 656+753 - 754+696

1995年7月23日に池袋駅構内の分岐器交換工事のために新大塚 - 茗荷谷間で単線運転を実施したが、その運用には本形式を使用し、83編成のうち719を抜いた2両編成で運用された。この際、行先表示器やステッカーは手製の「新大塚 - 茗荷谷」と表記された。
廃車後、民間に664号が売却され、東京から遠く離れた宮崎県日向市駅付近で静態保存されている。これとは別に652号と685号が1992年（平成4年）に営団50周年記念事業として無償で寄贈された。652号は八王子市こども科学館、685号は東京交通短期大学に静態保存されている。
本形式は映画『007は二度死ぬ』に登場しており、外見は普通だがラウンジや料亭が設置された特別車両となっている。

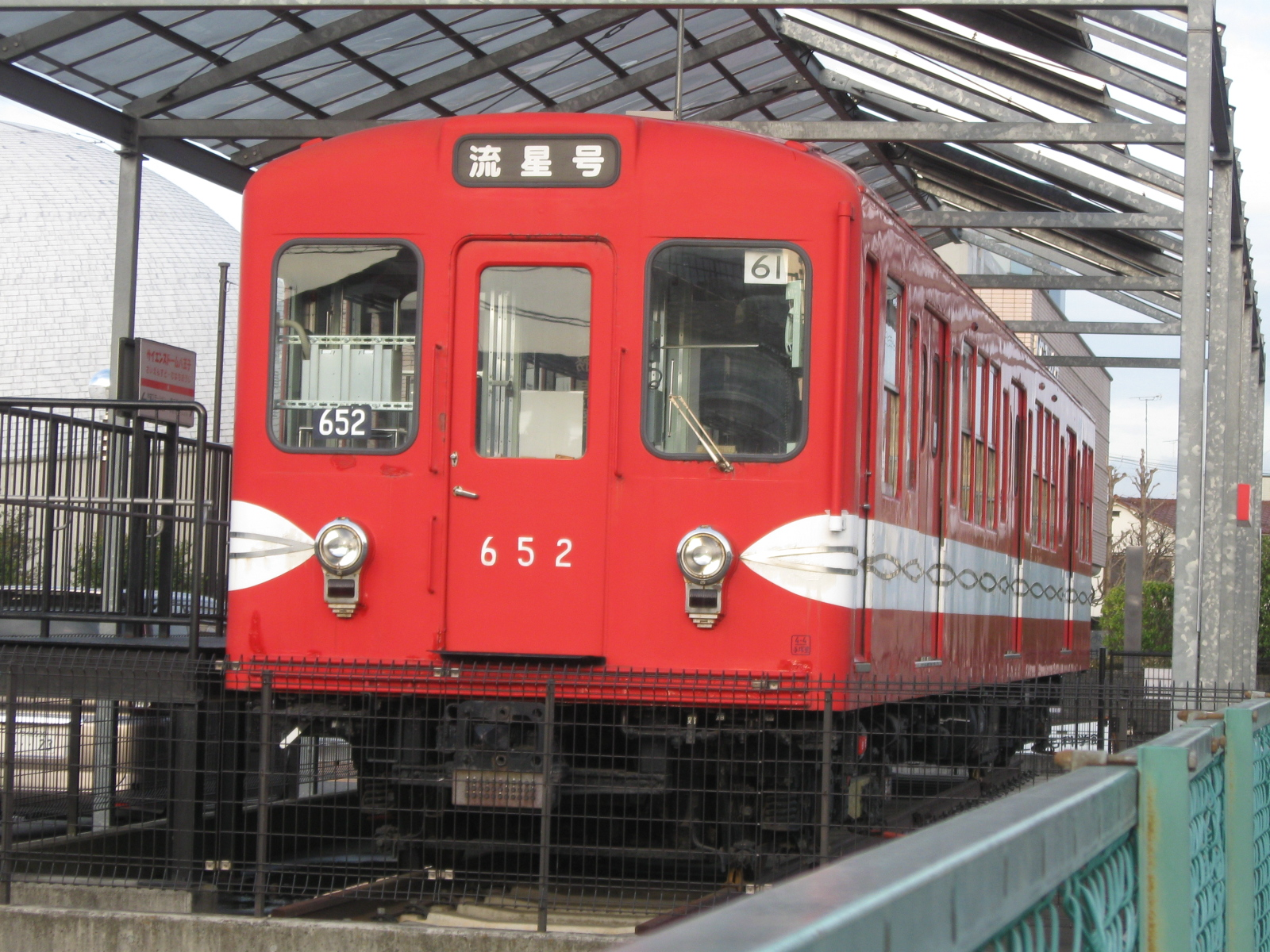
652号車 （2010年4月 八王子市こども科学館）
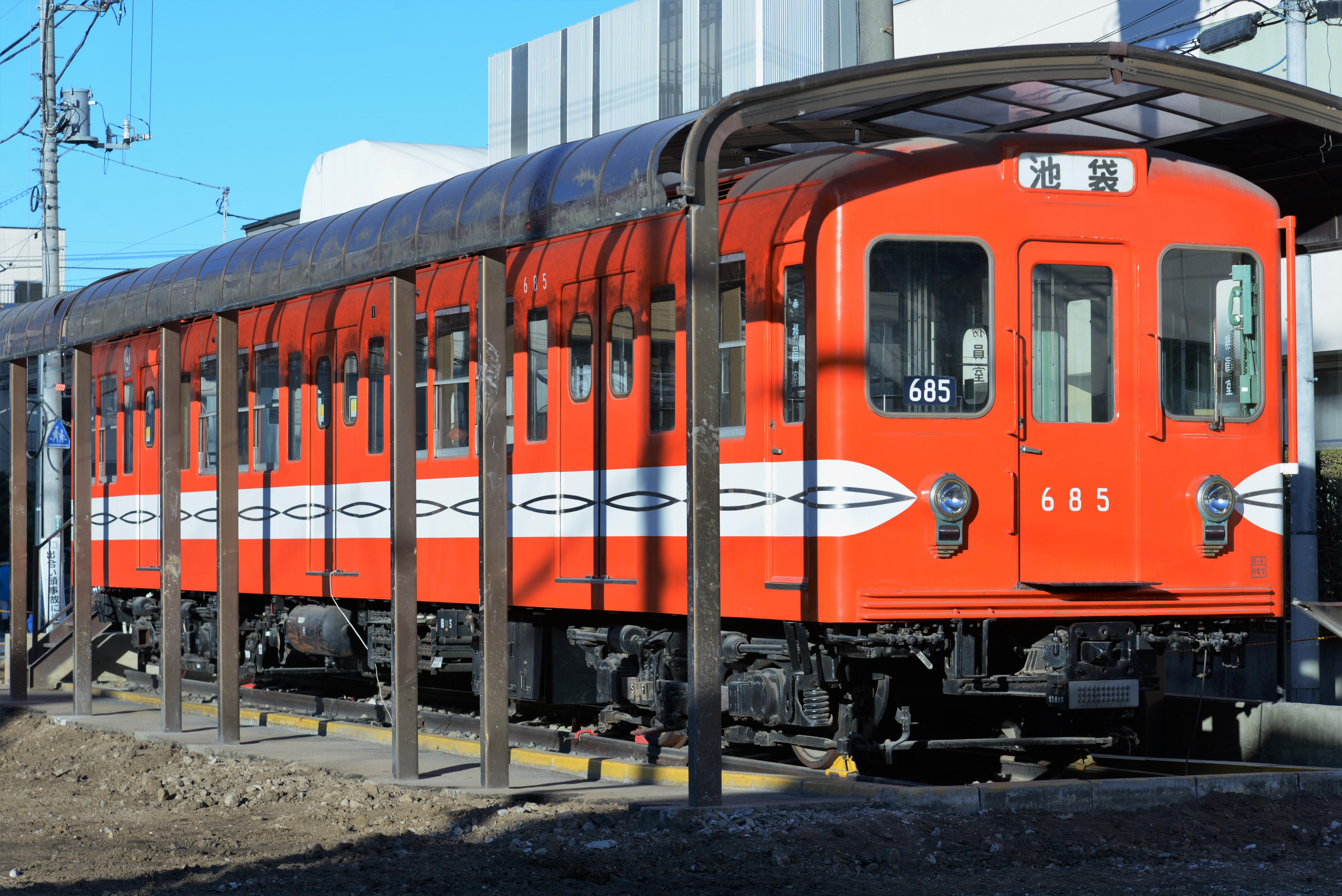
685号車 （2020年12月 東京交通短期大学）

## 900形

### 概説
1965年（昭和40年）10月に輸送力増強用として登場した中間車専用の形式で、901 - 906号の6両が製造された。500形が増備を重ね802号まで達していたため、車両番号の複雑化を避けるために第1号車が901号となった。1969年（昭和44年）1月、同年6月の朝ラッシュ時輸送力増強（1分50秒間隔運転）のため、907 - 918号の12両が増備された。
車両構造は一部の機器類を車端部の箱の中に納めた以外は、500形に準じていた。
その後、アルミニウム合金製の小窓型側面ドア、アルミサッシ窓（ただし車外側は塗装。同時期の銀座線1500N形と同様）、内壁材にアルミデコラ化粧板、通常形のつり革、金属製荷棚などを装備し、これは後に他車にも普及していった。また内装も一部変更されており、室内の番号表記もプレート式（表面のアクリルはなし）となった。
1994年（平成6年）に全廃されたが、廃車後大半の車両はメトロビアス社に売却された。

## 改造

### 更新工事
1973年（昭和48年）から更新工事が開始された。施工は中野工場と中野工場小石川分場（現・小石川CR）で実施した。
更新内容は以下の通りとなる。
- 乗務員室の整備
- 内装の交換（サーモンピンク色塗装鋼板からデコラ化粧板への交換）
- 行先表示器の電動化、
- 前面窓のHゴム支持化およびアルミサッシ化
- ワイパーの電動化
- 側窓のアルミサッシ化、
- 客用扉のステンレス製小窓化
- 電動発電機 (MG) の交換（一部車両のみ）
- 室内の番号表記の変更（表面にアクリルを被せたプレート式に）。

1985年（昭和60年）以降の修繕車は化粧板の色が白色系、床の色が大理石調グリーンベースに変更された。また、換気ルーバーも鉄製からFRP製へと交換している。これらの更新メニューは同時期に更新されていた銀座線2000形、日比谷線3000系、東西線5000系にも波及するようになった。

### 車内路線図の設置
当時の営団では原則としてドア上部の天井隅に路線図を掲出していた。しかし丸ノ内線は車内広告の需要が多いために、1983年頃から客用ドアの上部にアクリル板の路線図を設置した。但し300形は構造上広告枠を配置することが不可能で、従来通り天井隅に紙の広告を用いていた。
1996年5月28日に西新宿駅が開業したが、この時500形は既に本線から撤退、分岐線で残っていた車両も同年7月で運用終了することもあり、路線図を交換しないまま、新宿と中野坂上の間に西新宿のステッカーを貼付して対応した。

## 編成の推移
1973 - 1984年頃の編成
| ← 荻窪・中野富士見町池袋 → |     |     |     |     |     |
| 500                        | 300 | 400 | 400 | 500 | 500 |
| 500                        | 500 | 900 | 900 | 500 | 500 |
| 500                        | 300 | 500 | 500 | 300 | 500 |

太数字：修繕済み車
斜体数字：完全中間車改造
その他変則パターンの編成も存在した。
801・802を組んだ例
| ← 荻窪・中野富士見町池袋 → |     |     |     |     |     |
| 801                        | 802 | 900 | 300 | 500 | 500 |

1989 - 1995年までの編成
| ← 荻窪・中野富士見町池袋 → |     |     |     |     |     |
| 500                        | 500 | 500 | 500 | 500 | 500 |
| 500                        | 900 | 500 | 500 | 900 | 500 |
| 500                        | 300 | 500 | 500 | 300 | 500 |
| 500                        | 500 | 500 | 500 | 500 | 500 |

この頃から号車番号表記シール（荻窪・中野富士見町方の先頭車が1号車）が貼付されるようになり、2・4号車または3・5号車の位置に連結されていた300形・400形の置き換えで初期・中期更新車が組み込まれることが多くなった。このため、荻窪・池袋方の先頭車両には基本的に中・後期更新車が充当されるようになると初期更新車は編成の中間に組成された。また、検査予備車だった801 - 802号車もやがて編成の中間に連結されることが多くなっていった。ただしこの2両はその後も先頭運用可能なように整備されており、前面運転台側鋼製サッシで車掌側2段窓、手動ワイパーで折りたたみ可能な乗務員室仕切り、かつ802号車には貫通幌が設置されるという中間封じ込め車に準ずる体裁でありながら、時折編成先頭に立って運用された。
1993年（平成5年）、方南町支線で運用されていた2000形が離脱したため、代替として500形や中間車改造された300形などが3両編成となって方南町支線へ移動した。
1995年2月に本線口の運用が終了すると、廃車されたグループはアルゼンチン・ブエノスアイレスへ渡った。残った車両は3両へ減車されて方南町支線へと移動するが、翌1996年7月に02系80番台へ交代して全車廃車となった。

### 最後に残った18両の陣容
以下に1993年（平成5年）7月から1996年（平成8年）7月まで方南町支線で運用した、本グループ最後の6編成18両の編成陣容を記す。
- 83編成 (729 - 719 - 720)
  - 729は1984年（昭和59年）、それ以外は1983年（昭和58年）に車体更新。
- 84編成 (637 - 304 - 656)
  - 637は1976年（昭和51年）、656は1977年（昭和52年）に車体更新。304は1985年（昭和60年）更新とともに中間車化改造している。
  - この編成は唯一300形が連結されていた。
- 85編成 (653 - 744 - 700)
  - 653は1977年、744と700は1981年（昭和56年）に車体更新。廃車直前の1996年には653-744の車両間に転落防止幌が取り付けられている[16][17]。
- 86編成 (713 - 584 - 752)
  - 713は1980年（昭和55年）、584は1974年（昭和49年）、752は1979年（昭和54年）に車体更新。
- 87編成 (753 - 754 - 696)
  - 方南町支線が02系に完全に置き換わる直前まで運用されていたため、末期には「フィナーレ500記念号」という特製ヘッドマークを753と696の前面中央に装着した。なお、運用最終日の1996年7月20日には84編成とともにさよなら記念乗車会に使用されたが、ここでも637と696の前面中央に同じヘッドマークが装着された。
- 88編成 (771 - 772 - 734)

1996年7月18日をもって全車とも定期運用から離脱し、同年7月20日には前述の通りさよなら記念乗車会を実施、これが最後の営業運転となった。丸ノ内線は営団の路線で最後まで非冷房車が残存していたが、500形の全廃により全車冷房車となった。

## 廃車後の活用
前述の通り、計14両が日本国内で静態保存されている。最初に売却された6両は、サンプルとして454号車を三越日本橋本店入口前に持ち込み展示販売された。乗用車の販売さながらの手法は世間の注目を集め、マスコミにも「デパートで地下鉄電車を販売、価格は40万円」などの見出しで大きく取り上げられた。その後454号車は日出幼稚園が購入したが、幼稚園改築工事のため2012年8月に千葉県いすみ市のいすみポッポの丘へ移動された。
この時期はバブル期であったこともあるが、当時三越で一番大きい商品であったため、購入希望者が殺到し、抽選となった。実際にはこの時は廃車になった6両×4本の24両全車が売却候補に挙がっていたが、売れる見込みがないとして計画を変更し、売却予定を6両に留め、残りの18両は早々と解体したため、実際の購入希望者の多さに営団の担当者が解体したことを後悔したエピソードも残されている。
販売価格は1両40万円、車体のみ25万円で、鉄道車両としては破格の安さであった。本形式の新造価格はこの当時の価格に換算して1億円近いと言われる。

## アルゼンチンでの活躍

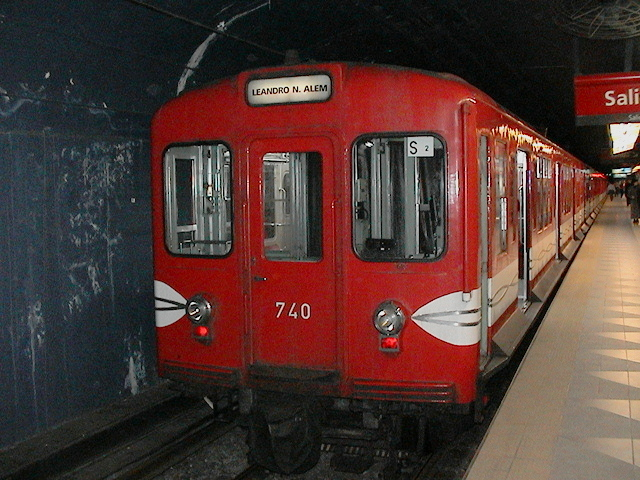
ブエノスアイレス地下鉄B線で運用されているもと営団500形電車（2002年8月12日）
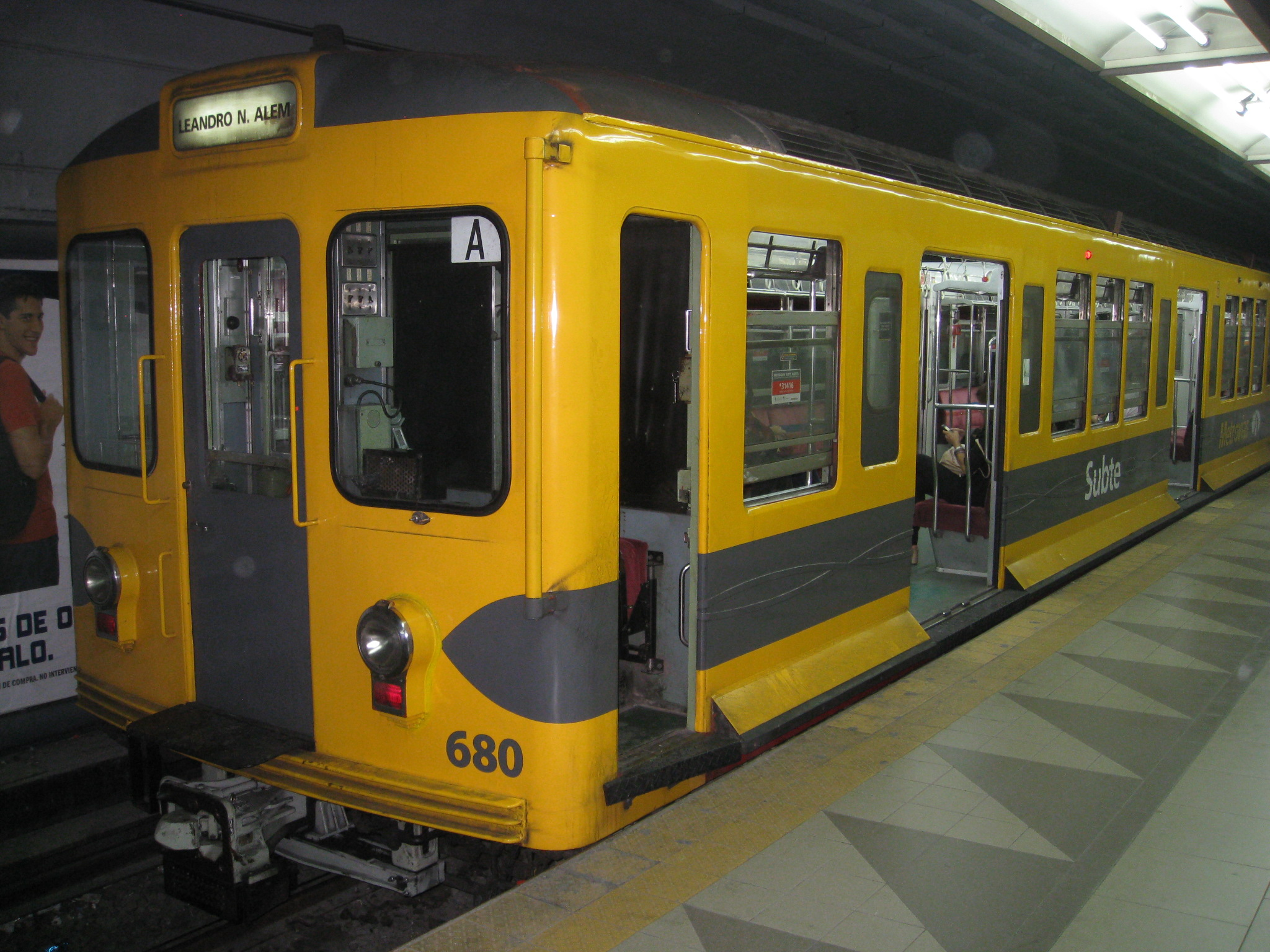
塗装変更後の同車 特徴の正弦波のステンレス板は塗りつぶされた（2013年1月10日）
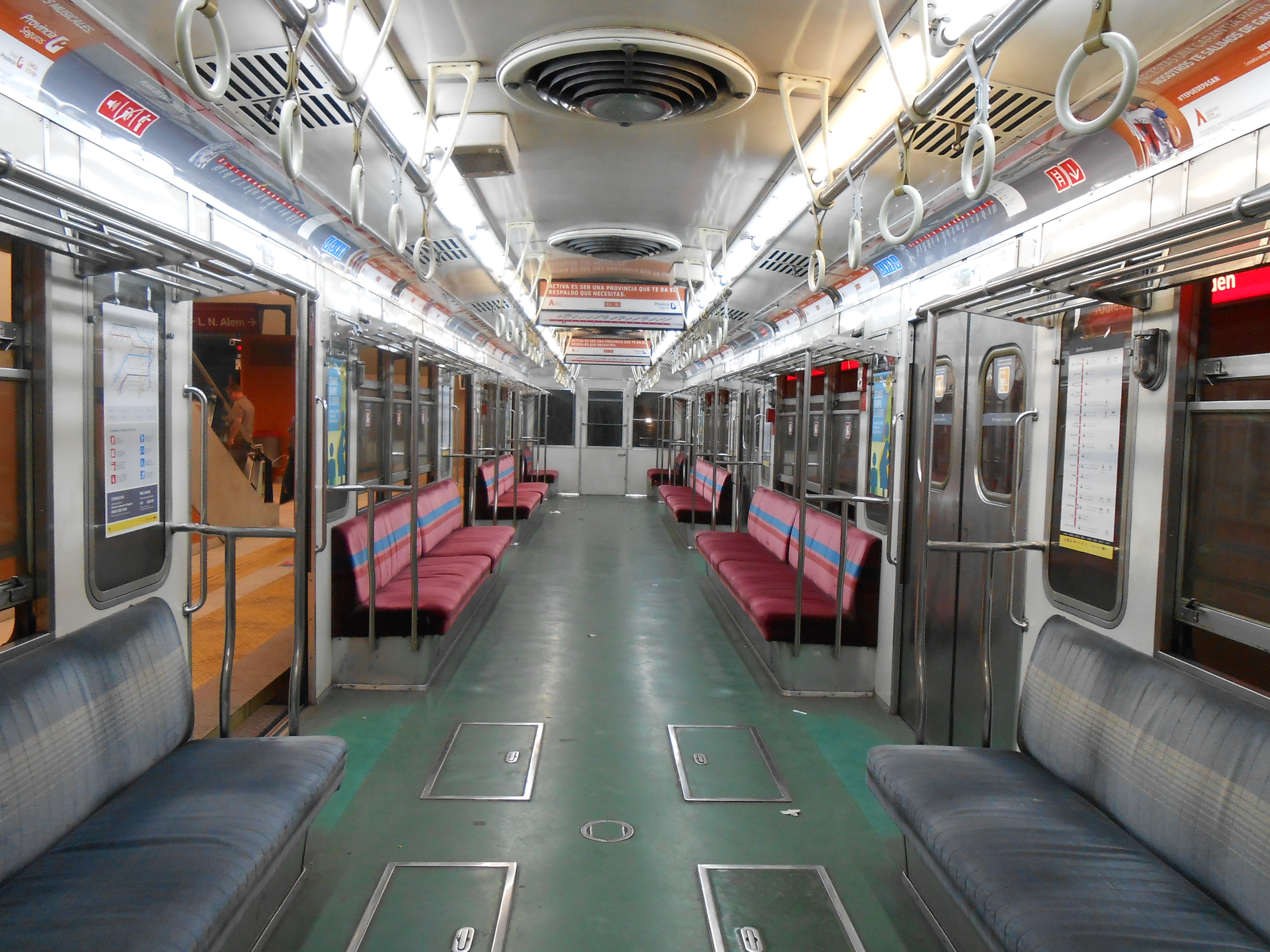
先頭車として運用される車両の車内 側壁が白色系化されている（2015年1月23日）
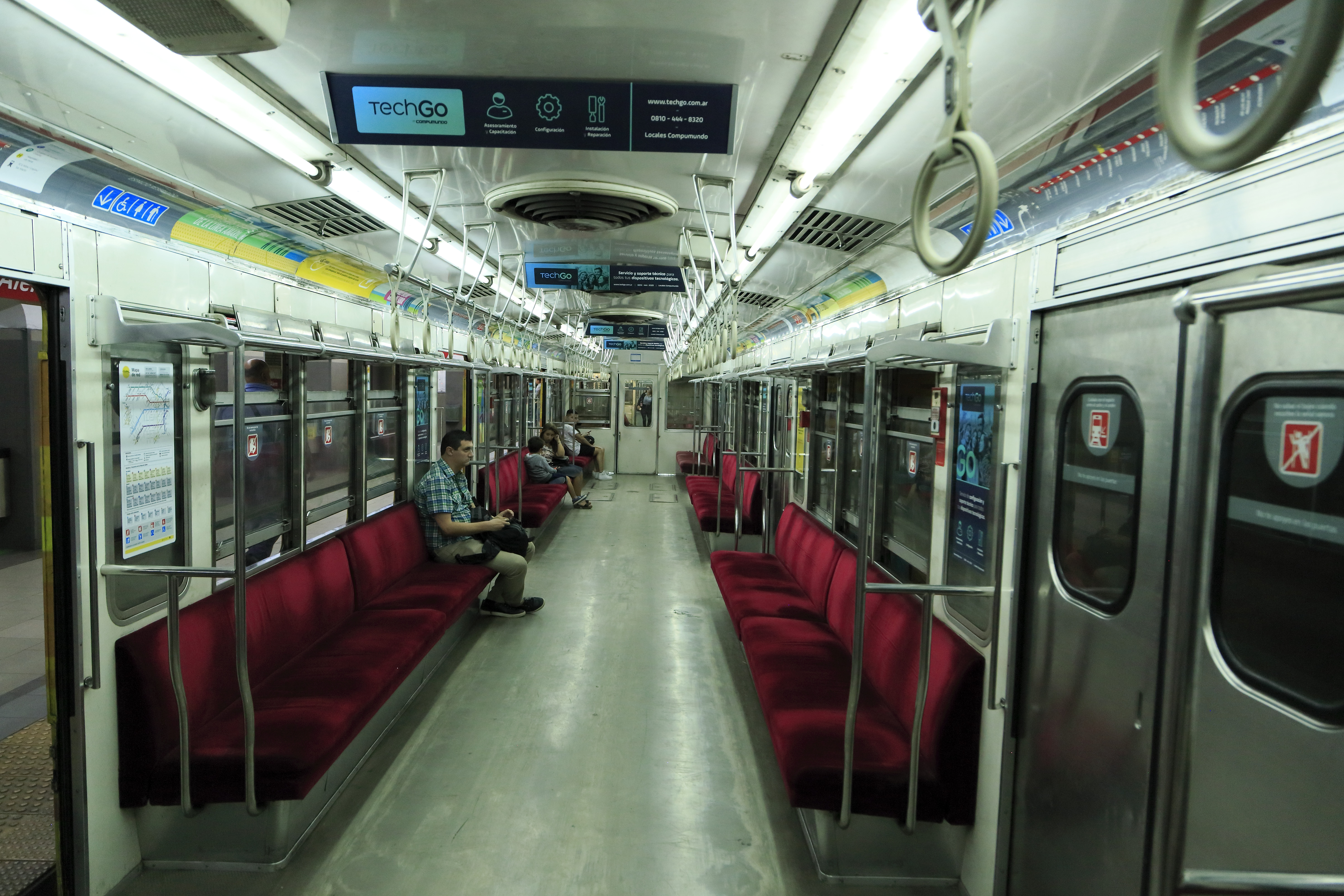
ブエノスアイレス地下鉄にて修繕され、座席モケットが変更された車両の車内（2018年2月11日）

最後まで残っていた131両はアルゼンチン・ブエノスアイレスのメトロビアス社に売却され、1995年3月27日からブエノスアイレス地下鉄のB線で使用されている。導入にあたり、第三軌条の規格の違いによる集電支持梁の改造、床面の高さを80 mm上げる改造、車体幅不足を補うために車体側面にステップを設ける改造を受けている。他は営団時代の形態のまま使用されているが、これは現地の地下鉄では唯一の第三軌条路線であるB線の規格が丸ノ内線と似通っていたことが大きい。譲渡にあたり、営団のスタッフがメトロビアス社員に整備・運転の教育を徹底、とりわけ故障発生後の事後保守に頼っていたものを定期的な検査で故障の芽を事前に摘む予防保守へと転換を行い、以後故障発生率が著しく下がったという。
また、斬新な塗装は現地でも好評で、他の車両が現地での標準色の黄ベースの塗装である中、本形式はしばらくの間塗装変更されずに、B線のラインカラーの方を赤色に変更することで対応していた。しかし、2011年頃より本形式の一部で順次黄色ベースのメトロビアス社の標準色に塗り替えられた車両も見られるようになった（画像参照）。なお正弦波のステンレス板は取り付けられたまま灰色もしくは黄色の塗料で塗りつぶされた。
車両の内訳は以下の通りである。2015年頃からは老朽化による故障多発を理由に、路線延長の際の車両不足を補うために導入していたマドリード地下鉄からの中古電車（マドリード地下鉄5000形・6000形電車）を追加導入し本形式の運用離脱・廃車が開始された。なお、2016年現在で30両廃車されている。太数字は現地においても廃車された車両。
- 300形（7両、すべて中間改造車）：304・306・310・311・315・325・328
- 500形（110両）
  - 先頭車として使用（46両）：
620・624・633・637・641・648・653・657・661・669・676・680・689・696・697
704・708・709・716・720・721・724・731・732・735・740・741・746・752・759
765・770・771・776・777・782・783・788・789・790・793・796・797・800・801・802
  - 中間改造車（64両）：
584・590・593・602・619・623・634・639・640・647・650・656・678・679・687・690・691・698・700・703・711
712・713・715・719・722・725・726・729・734・736・737・738・739・744・745・749・750・753・754・755・756
760・761・762・766・767・768・769・772・773・774・775・779・780・781・784・785・786・787・794・795・798・799
- 900形（14両）：903・904・907・908・909・910・911・912・913・914・915・916・917・918

本形式の開発にあたっての母体となったニューヨーク市都市交通局から、廃車になった編成を1本譲り受け、同市地下鉄で動態保存する意向があったものの、打診があった時点で残存していた全車が既にメトロビアス社向けとして丸紅に買い占められており、実現に至らなかった。
映画『BLOOD THE LAST VAMPIRE』実写版では、このメトロビアス社に譲渡された車両が東京の1960年代の営団地下鉄のシーンとして登場する。くるりの楽曲「argentina」（アルバム『坩堝の電圧』収録）は、このブエノスアイレスでの営団500形を取り上げた作品である。
ブエノスアイレスにおいても廃車になった車両は現地において12万アルゼンチン・ペソ（現地価格）で売却先を募っており、売却された一部の車両がアルゼンチン国内でフードコートとして再活用されている。

### ブエノスアイレスからの里帰り
2014年頃より、東京メトロでは前述のマドリードからの中古車両の導入により、現地において元丸ノ内線車両の淘汰が開始されるという報告を受けて、先に長野電鉄から里帰りを果たした3000系と同様に、当系列においても「技術伝承」としての教材とするべく、すでに地下鉄博物館において保存されている300形301号とは異なり、走行できる状態での当系列の保存を目指すこととし、現地で運用されている当系列の買い戻しに向けてメトロビアス社との交渉を開始した。東京メトロでは今回の里帰りの理由を「現在の電車の基礎となった価値のある形式で、現在の電車とほぼ同等の性能で走ることができ、電子機器が多い現在の電車と比べて構造がシンプル。走る・停まるという電車の基礎を学ぶ社員教育の教材に適している。」と述べている。
2016年2月に、アルゼンチンでのサイトにおいて、現地で廃車になった500形の4両 (771,734,584,752) は、東京へ里帰りさせるため、現地での売却は行わないと報じられた。翌3月には日本においても、東京メトロが現地で走行中の4両を買い戻す方向で交渉中であると報じられ、東京メトロでも交渉中である事を認めた。そして7月11日、前述の4両は航路で大黒埠頭に到着し、21・22日の未明に2両ずつ中野検車区に搬入された。また前述の通り、500形は644号までと645号以降では行先表示器左右の標識灯の有無という差異が存在するため、その両方を揃えるという目的もある。営団時代末期の方南町支線での運用時と同様の3両編成（771号［アルゼンチン仕様］-734号［引退時仕様］-584号［デビュー時仕様］）を組ませ、残り1両（752号）は予備車である。
デビュー時仕様は、扉の窓を原型に戻したり行先表示幕は初代のものを装備させ、前面の方向指示器も点灯可能にするなど、徹底した復元内容となったが、逆に車内のリコ式吊手や側面の方向指示器は復元を見送った。
日本国外へ譲渡された車両が日本に戻る極めて珍しい例であり、東京メトロでは初めてのケースとなる。この4両のうちの3両は、2017年（平成29年）11月27日に報道陣に公開され、同年12月10日の中野車両基地で行う地下鉄開業90周年の行事で、動態保存の状態で公開された。

## 保存車
| 画像 | 番号 | 所在地                                | 備考                                             |
| ---- | ---- | ------------------------------------- | ------------------------------------------------ |
|      | 301  | 東京都江戸川区 「地下鉄博物館」       |                                                  |
|      | 444  | 埼玉県川越市石原町1丁目40-13          | ※解体済み                                        |
|      | 454  | 千葉県いすみ市作田1298 ポッポの丘     | 以前は目黒区の幼稚園で利用 2012年8月現在地に移設 |
|      | 584  | 東京都中野区弥生町五丁目 中野車両基地 |                                                  |
|      | 652  | 東京都八王子市 八王子市こども科学館   |                                                  |
|      | 664  | 宮崎県日向市北町1-7                   |                                                  |
|      | 685  | 東京都豊島区 東京交通短期大学         |                                                  |
|      | 734  | 東京都中野区弥生町五丁目 中野車両基地 |                                                  |
|      | 771  | 東京都中野区弥生町五丁目 中野車両基地 |                                                  |

他所在地・現況不明の保存車が数両ある